# Драгон (газове родовище)
Драгон — офшорне газове родовище у венесуельському секторі Карибського моря. Розташоване у 25 милях на північ від узбережжя півострова Паріа, неподалік від економічної зони Тринідаду і Тобаго. Належить до офшорної території, якій владою Венесуели присвоєно назву Проєкт Mariscal Sucre.

## Характеристика
Як і інші родовища басейну Carupano (Патао, Меджіллонес, Ріо-Карібе) виявлене в результаті розвідувальних робіт, розпочатих у 1978 році державною компанією Lagoven. Остання пробурили на родовищі Драгон три свердловини. Поклади вуглеводнів встановлено в районі з глибинами моря 98-128 метрів, у відкладеннях формації Cubagua (верхній міоцен — нижній пліоцен). Газоматеринськими є породи формації Tres Puntas (середній міоцен).
Рішення про продовження робіт на родовищі затягнулось на тривалий час, і лише у  2008 році за допомогою судна Neptune Discoverer почали буріння свердловини DR 4A, яка повинна була стати першою експлуатаційною свердловиною на шельфі Венесуели.
У травні 2010 року, через тиждень після успішного випробування на свердловині Dragon 6, інша бурова установка Aban Pearl (перший об'єкт такого роду, придбаний венесуельською державною компанією PDVSA) затонула внаслідок заливання високими хвилями. Втім, весь персонал, який знаходився на борту, вдалось евакуювати, а свердловину успішно заглушити.
У тому ж 2008 році, коли після перерви відновилось буріння на Драгоні, відому в нафтогазовій сфері італійську компанію Saipem обрали для прокладання офшорного трубопроводу до берегового газопереробного заводу CIGMA (Complejo Industrial Gran Mariscal Ayacucho) на півострові Парія. Об'єкт із труб діаметром 900 мм повинен був мати довжину 115 км. Планувалось, що укладку газопроводу здійснюватиме судно Semac, яке впорається із задачею до кінця 2009 року. Втім, освоєння родовища затягнулось. У 2011-му знову повідомлялось про контракт із Saipem, тільки як трубоукладач фігурувало судно Castoro 7, а строк виконання робіт зсунули на 2013 рік. Зазначене судно у 2012 році навіть прибуло до бухти Каракаса, проте сталась чергова затримка.
Втім, проєкт все-таки посувався вперед. У середині 2016 на місце газопереробного заводу CIGMA надійшло призначене для нього обладнання, розраховане на першу стадію проєкту Mariscal Sucre з потужністю до 3 млрд м³ на рік.
У грудні 2016 року уряди Венесуели та Тринідаду і Тобаго досягли угоди про постачання газу з Драгону для промисловості згаданої острівної держави, яка почала страждати від нестачі сировини внаслідок падіння видобутку на власних родовищах. Передбачається, що всього з проєкту Mariscal Sucre на заводи Тринідаду може постачатись більш ніж 5 млрд.м3 на рік. Втім, очікується що поточна нестача газу для теплової електрогенерації Венесуели не дозволить спрямувати на дані цілі на першому етапі розробки Драгону більше ніж 1 млрд.м3 на рік. Одним із способів експорту газу може стати офшорний трубопровід до платформи на тринідадському родовищі Гібіскус.
Запаси родовища оцінюються у 111 млрд.м3 газу.